# Titus Selge
Titus Selge (* 8. Juni 1966 in Münster) ist ein deutscher Filmregisseur und Drehbuchautor.

## Werdegang
Nach Abitur und Zivildienst folgten zunächst zehn Jahre Theaterarbeit als Regieassistent, Schauspieler und Regisseur. Titus Selge absolvierte von 1994 bis 1998 die Filmakademie Baden-Württemberg. Danach wurde er fürs Fernsehen als Regisseur und Drehbuchautor tätig. Zu seinen Arbeiten gehören Episoden der Reihen Polizeiruf 110 und Tatort. 2018 verfilmte er mit Unterwerfung den gleichnamigen Roman von Michel Houellebecq und der Bühnenfassung von Karin Beier.
Selge ist Mitglied im Bundesverband Regie (BVR). Er lebt mit der österreichischen Filmemacherin Barbara Albert und ihrem gemeinsamen Sohn in Berlin und ist der Neffe des Schauspielers Edgar Selge. Der Literaturwissenschaftler Martin Selge (* 1938) ist sein Vater.

## Filmografie
- 1998: Altöl und Champagner (+ Drehbuch)
- 2003: ABC des Lebens
- 2004: Berlin, Berlin (Fernsehserie, 6 Folgen)
- 2004: Polizeiruf 110: Der Prinz von Homburg (+ Drehbuch)
- 2005: Polizeiruf 110: Die Mutter von Monte Carlo (+ Drehbuch)
- 2006: Polizeiruf 110: Die Lettin und ihr Lover (+ Drehbuch)
- 2007: Polizeiruf 110: Kellers Kind (+ Drehbuch)
- 2009: Tatort: Architektur eines Todes
- 2010: Tatort: Am Ende des Tages (+ Drehbuch)
- 2012: Überleben an der Wickelfront
- 2013: Ein Reihenhaus steht selten allein
- 2013: Überleben an der Scheidungsfront
- 2014: Matthiesens Töchter
- 2016: Neues aus dem Reihenhaus
- 2017: Tatort: Der kalte Fritte
- 2018: Unterwerfung (+ Drehbuch)
- 2019: Totenfieber – Nachricht aus Antwerpen

## Auszeichnungen
- 1998 Spezialpreis der Jury des 16. Filmfestivals Turin für Zita
- 2004 International Emmy Award für Berlin, Berlin (Regie)
- 2018 Lobende Erwähnung für Unterwerfung beim Fernsehfilmfestival Baden-Baden[3]
- 2019 Romy Akademiepreis Bester TV-Film des Jahres für Unterwerfung